# مارغريت ليفينغستون
مارغريت ليفينغستون (بالإنجليزية: Margaret Livingston)‏ هي ممثلة أمريكية، ولدت في 25 نوفمبر 1895 في الولايات المتحدة، وتوفيت في 13 ديسمبر 1984 في المملكة المتحدة.

## أعمال

### أفلام
- (1917) النفقة
- (1927)  قصة بشريين

## وصلات خارجية
- مارغريت ليفينغستون على موقع IMDb (الإنجليزية)
- مارغريت ليفينغستون على موقع أول موفي (الإنجليزية)
- مارغريت ليفينغستون على موقع قاعدة بيانات الأفلام السويدية (السويدية)
- مارغريت ليفينغستون على موقع إن إن دي بي (الإنجليزية)
- مارغريت ليفينغستون على موقع قاعدة بيانات الفيلم (الإنجليزية)